# Girò
Die Rotweinsorte Girò Nero wird auf der italienischen Insel Sardinien kultiviert.
Es wird vermutet, dass sie während der spanischen Besetzung Anfang des 15. Jahrhunderts aus Spanien eingeführt wurde. Der DOC-Rotwein Girò di Cagliari wird sortenrein in den Kategorien Riserva, Secco und Secco liquoroso aus der spätreifenden Rebsorte gekeltert. Sie ist in den Provinzen Cagliari, Nuoro, Oristano und Sassari zugelassen. Die bestockte Rebfläche betrug Ende der 1990er Jahre ca. 910 Hektar.
Girò Nero ist eine Varietät der edlen Weinrebe (Vitis vinifera). Sie besitzt zwittrige Blüten und ist somit selbstfruchtend. Beim Weinbau wird der ökonomische Nachteil vermieden, keinen Ertrag liefernde, männliche Pflanzen anbauen zu müssen.
Siehe auch die Artikel Weinbau in Italien und Weinbau in Spanien sowie die Liste der Rebsorten in Italien.

## Synonyme
Girò Nero ist auch bekannt unter den Synonymen Aghina Barja, Chances de Capdell, Gea, Ghjirau, Ghjra, Gira, Giro, Giro Arrubio, Giro Arzu, Giro Bragiu, Giro Chiaro, Giro Commune, Giro Comune, Giro di Spagna, Giro Niedda, Giro Nieddu, Giro Nigro, Giro Rosso, Giro Rosso di Spagna, Giro Sardo, Girone, Girone Comune, Girone Comune Rosso, Girone di Spagna, Gliata, Mancens, Mances de Capdell, Mancesa, Mansel de Capdel, Manses de Capdell, Manset, Nieddu Alzu und Puig Major.